# Grammostola vachoni
Grammostola vachoni är en spindelart som beskrevs av Rita Delia Schiapelli och Gerschman 1961. Grammostola vachoni ingår i släktet Grammostola och familjen fågelspindlar. IUCN kategoriserar arten globalt som sårbar. Inga underarter finns listade i Catalogue of Life.